# Оружане снаге Републике Косово
Оружане снаге Републике Косово (ОСРК; алб. Forcat e Armatosura të Republikës së Kosovës), познате по свом акрониму ФАРК (од алб. FARK), биле су албанска паравојна формација на Косову и Метохији које је основао Бујар Букоши у августу 1998. Представљале су војно крило Демократског савеза Косова (ДСК), а биле су активне током рата на Косову и Метохији где су деловале на страни Републике Косово.
Број припадника ФАРК је углавном непознат али се оцењује да је 1999. године био између 120 и 3.000. Због свог начина деловања, многи је карактеришу као терористичку организацију. Припадници ФАРК често су били у ривалству са Ослободилачком војском Косова, односно Демократском партијом Косова, иако су у неколико битака учествовали заједно против југословенских снага безбедности.

## Историја
Бујар Букоши, такозвани премијер владе Косова у егзилу, основао је ФАРК са неколико бивших официра ЈНА албанске националности. Косовска влада у егзилу Бујара Букошија је издвојила 4,5 милиона долара за формирање ФАРК-a. Кључни човек у формирању „Оружаних снага Републике Косова“ био је Ахмет Краснићи, бивши пуковник ЈНА, који је под неразјашњеним околностима убијен у лето 1998. године у Тирани.
ФАРК је био лојалан Ибрахиму Ругови и представљао је алтернативу ОВК. Ривалитет ОВК-а и ФАРК-а постојао је и након уласка НАТО трупа на територију Космета.
Један од лидера ФАРК-а, Тахир Земај, убијен је 4. јануара 2003. године.